# Orvar Bergmark

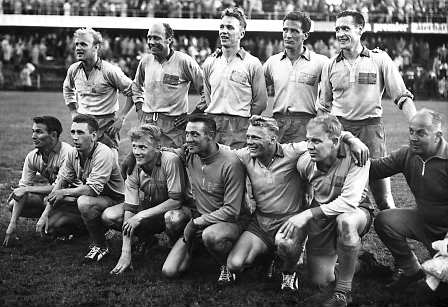
Det svenska silverlaget vid VM i fotboll 1958. På knä från vänster: Kurt Hamrin, Reino Börjesson, Orvar Bergmark, Kalle Svensson, Sven Axbom och Sigge Parling. Stående från vänster: Lennart "Nacka" Skoglund, Gunnar Gren, Agne Simonsson, Bengt "Julle" Gustavsson och Nils "Nisse" Liedholm.

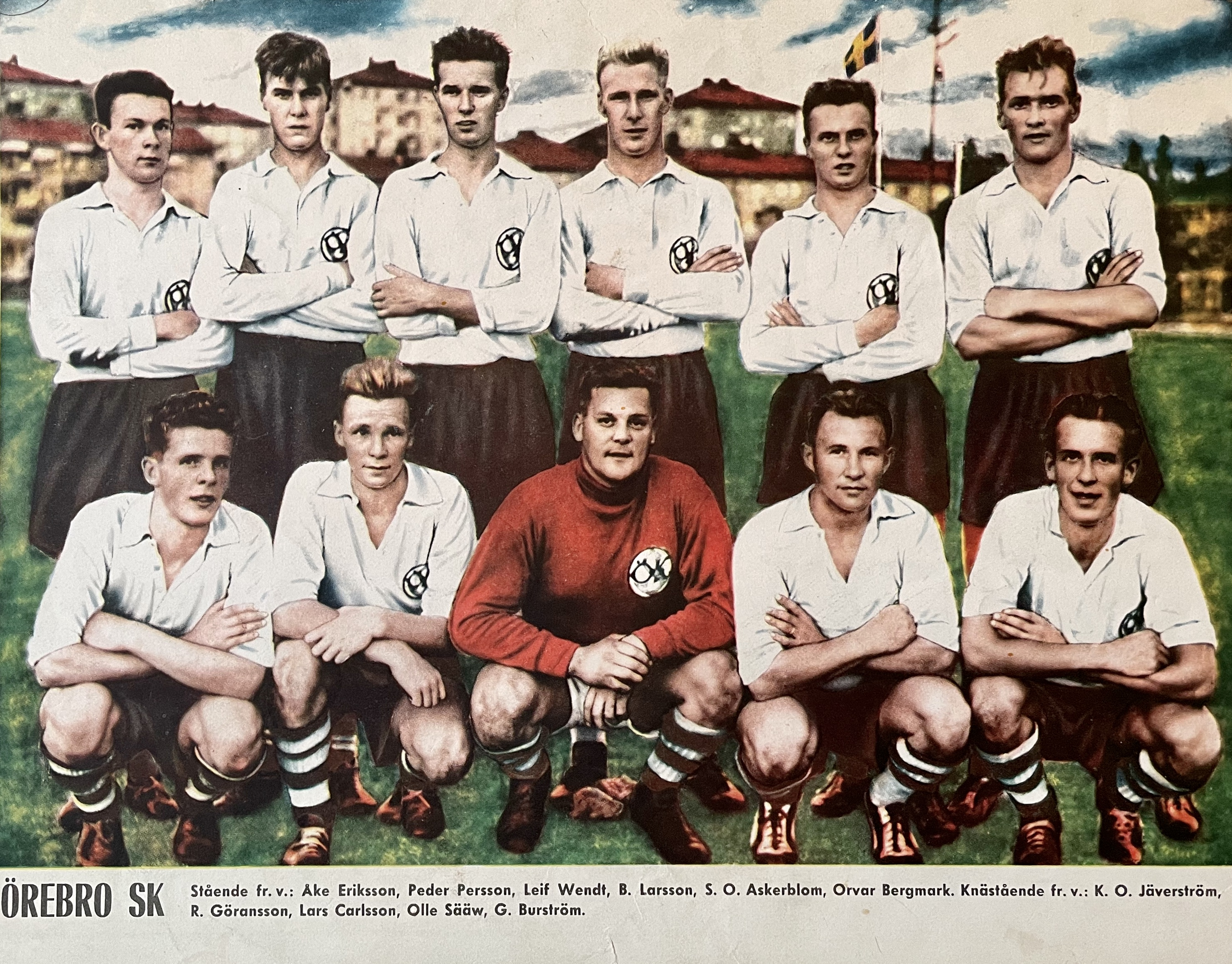
Örebro SK Fotboll 1958 med spelare som Orvar Bergmark, Gunnar Burström, Olle Sääw, Leif Wendt och målvakten Lars Carlsson.

Ernst Orvar Bergmark,  född 16 november 1930 i Bureå, död 10 maj 2004 i Örebro, var en svensk fotbollsspelare, bandyspelare och senare också förbundskapten för det svenska fotbollslandslaget. Till vardags jobbade Orvar större delen av sitt yrkesamma liv som brandman i Örebro, förutom åren han var proffs i Italien.   
Bergmark är en av totalt fyra svenska fotbollsspelare på herrsidan (per år 2018) som blivit uttagna till världslaget. Hans egen uttagning skedde vid VM 1958 då han med det svenska landslaget var med och spelade hem ett VM-silver efter förlust med 5–2 mot Brasilien i finalen.
På klubbnivå tillhörde Bergmark under större delen av sin karriär Örebro SK där han dock aldrig fick vara med om att vinna någon titel. Åren 1962–64 var han proffs i italienska AS Roma där speltiden blev begränsad beroende på stark konkurrens i och med utlänningskvoten. 
Bergmark fick år 1958 Guldbollen som Årets bästa svenska fotbollsspelare; han blev Stor grabb inom både fotboll och bandy och år 2003 valdes han som medlem nr 1 in i Svensk fotbolls Hall of Fame. 

## Idrottskarriär
Orvar Bergmark, vars moderklubb var Byske IF tre mil norr om Skellefteå, spelade 147 matcher i fotbollsallsvenskan med Örebro SK samt 17 för AIK. Han spelade bara två matcher i Serie A för AS Roma under proffstiden i Italien, delvis beroende på att bara tre utlänningar fick spela (Roma hade fyra).
Orvar Bergmark spelade i Sveriges fotbollslandslag och blev uttagen i världslaget i VM i fotboll 1958 och utsågs till världens bästa högerback. Han spelade 94 A-landskamper i fotboll och 24 A-landskamper (+1 U-landskamp, 4 presslandskamper varav en i pressens lag) i bandy och var förbundskapten för fotbollslandslaget 1966-1970. Totalt gjorde Orvar Bergmark 16 säsonger i Örebro SK och representerade klubben såväl i fotboll, bandy och ishockey. Säsongen 1955 spelade Bergmark både fotboll och bandy i AIK. 
Orvar Bergmark spelade sex SM-finaler i bandy med Örebro SK och blev svensk mästare tre gånger. Han var med och tog OS-guld i bandy 1952, då bandyn var en uppvisningsgren och deltog i tidernas första VM-turnering i bandy 1957.

### Exceptionell talang – erkänd på många sätt
Bergmark är en av få som blivit stor grabb i både bandy och fotboll och en av få som erövrat VM-silver i båda idrotterna. Han blev uttagen i det officiella VM-laget 1958, en utmärkelse som han delar med endast tre andra svenska fotbollsspelare på herrsidan (Erik Nilsson, Gunnar Gren och Tomas Brolin).  

Bergmark blev år 1953 Stor grabb inom svensk fotboll och år 2003 valdes han i den första selektionen som medlem nr 1 in i Svensk fotbolls Hall of Fame. Han presenteras där med texten:
"En placerings- och brytsäker ytterback som tillhörde den yppersta världseliten under 15 års tid. Bytte från landslags- till förbundskapten."
Orvar Bergmark är gravsatt i minneslunden på Almby kyrkogård.

## Klubbar
- Byske IF (1944-1946)
- Örebro SK (1948-1954, 1956-1962, 1964-1965) (147 allsvenska matcher)
- AIK  (1955) (17 allsvenska matcher)
- AS Roma (1962-1964)

## Meriter
- Guldbollen 1958